# Isle of Niddister
Isle of Niddister är en obebodd ö i Northmavine i kommunen Shetlandsöarna, Skottland. Ön är belägen 2 km från Hillswick.